# Karl Eduard Haase
Karl Eduard Haase (geboren 1843 in Bleicherode; gestorben 1910) war ein deutscher Lehrer und Erzählforscher. Er war Lehrer am Friedrich-Wilhelm-Gymnasium in Neuruppin. Von 1875 bis 1908 verwaltete er die Lehrer-Bibliothek. Er trat am 1. Oktober 1908 in den Ruhestand. Er verfasste 1887 die Sammlung Volkstümliches aus der Grafschaft Ruppin und Umgebung.

## Werke
- Volkstümliches aus der Grafschaft Ruppin und Umgebung. Band I: Sagen. 1887